# Saint-Laurent-des-Bois (Loir-et-Cher)
Saint-Laurent-des-Bois é uma comuna francesa na região administrativa do Centro, no departamento de Loir-et-Cher. Estende-se por uma área de 18,32 km². Em 2010 a comuna tinha 302 habitantes (densidade: 16,5 hab./km²).